# Ghinwa Bhutto
Ghinwa Bhutto (Urdu غنویٰ بھٹو), geb. Ghinwa Itaou  (* 1962 im Libanon) ist eine aus dem Libanon stammende pakistanische Politikerin. Sie ist seit 1997 die Vorsitzende der Pakistan Peoples Party/Shaheed Bhutto (PPP-SB). Sie ist die Witwe des pakistanischen Politikers Murtaza Bhutto und war die Schwägerin der pakistanischen Premierministerin Benazir Bhutto.

## Leben
Ghinwa Bhutto war wegen des Bürgerkrieges in ihrem Heimatland Libanon nach Syrien geflohen, wo sie als Tänzerin und Lehrerin arbeitete. Dort lernte sie den pakistanischen Politiker Murtaza Bhutto kennen, den Sohn des ermordeten pakistanischen Präsidenten Zulfikar Ali Bhutto, der mit seiner Tochter Fatima im syrischen Exil weilte. 1989 heiratete das Paar, 1990 wurde der gemeinsame Sohn Zulfikar Ali Bhutto Jr. geboren.
1993 kehrte Murtaza Bhutto mit seiner Familie nach Pakistan zurück, wo er eine Führungsrolle in der regierenden Pakistanischen Volkspartei (PPP) anstrebte, die ihm die Premierministerin Benazir Bhutto, seine Schwester, jedoch verwehrte. Daraufhin gründete Murtaza Bhutto die Splitterpartei Pakistan Peoples Party/Shaheed Bhutto (PPP-SB). Nach seiner Ermordung durch die Polizei im Jahr 1996 übernahm Ghinwa Bhutto die Führung der Partei, deren Vorsitzende sie seitdem ist, und wurde zur politischen Gegnerin und scharfen Kritikerin von Benazir Bhutto, der sie die moralische Schuld am Tod ihres Mannes gab.
Bei den Wahlen im Februar 1997 verlor die PPP-SB in Larkana gegen die PPP, in der Nationalversammlung konnte sie lediglich einen Sitz erringen. Sie blieb auch bei späteren Wahlen erfolglos.
Ghinwa Bhutto lebt in Karatschi.